# Lamprolonchaea photinia
Lamprolonchaea photinia är en tvåvingeart som beskrevs av Mcalpine 1964. Lamprolonchaea photinia ingår i släktet Lamprolonchaea och familjen stjärtflugor.
Artens utbredningsområde är Vanuatu. Inga underarter finns listade i Catalogue of Life.